# Råby
Råby est une localité suédoise de la commune de Håbo située dans le comté d'Uppsala.
Sa population était de 975 habitants en 2019.